# War Refugee Board
Il War Refugee Board (WRB) fu un'agenzia statunitense istituita dal presidente Franklin D. Roosevelt il 22 gennaio 1944 con lo scopo di aiutare le vittime civili delle potenze dell'Asse. Secondo le parole della storica Rebecca Erbelding, il Board fu "l'unica occasione nella storia statunitense in cui il governo degli Stati Uniti fondò un'agenzia governativa non militare per salvare le vite dei civili uccisi da un nemico in guerra".

## Contesto storico
Le pressioni sull'amministrazione Roosevelt per aiutare gli ebrei in Europa erano sempre più forti, anche grazie alla campagna mediatica guidata dal Gruppo Bergson di Hillel Kook (alias Peter Bergson). Il gruppo di attivisti ebbe un notevole sostegno di molti importanti senatori e membri del Congresso, di Eleanor Roosevelt, altre famose personalità di Hollywood, Broadway e cittadini di spicco. Il Presidente Roosevelt procedette spinto dal suo amico, il segretario al Tesoro Henry Morgenthau Jr., sottolineando "che era urgente agire subito per prevenire il piano dei nazisti di sterminare tutti gli ebrei e le altre minoranze perseguitate in Europa".
Il WRB fu creato grazie alla volontà di un gruppo di giovani avvocati del Dipartimento del Tesoro, tra cui John Pehle, Ansel Luxford e Josiah E. DuBois Jr., frustrati dai ritardi dovuti al Dipartimento di Stato rispetto alle richieste di fondi di soccorso per aiutare gli ebrei a fuggire principalmente da Romania e Francia. Mentre il Dipartimento del Tesoro aveva permesso al Congresso ebraico mondiale di inviare il denaro in Svizzera nel luglio 1943, il Dipartimento di Stato, con varie scuse, ritardò l'autorizzazione fino a dicembre, ben otto mesi dopo la prima proposta di avvio del programma. Josiah DuBois riuscì a provare che il Dipartimento aveva attivamente cercato di impedire che le informazioni sull'uccisione degli ebrei arrivassero negli Stati Uniti.
Quando il personale del Tesoro venne a conoscenza degli ostacoli posti dal Dipartimento di Stato, presentò il Report to the Secretary on the Acquiescence of This Government in the Murder of the Jews, redatto da DuBois per convincere Morgenthau a incontrare il Presidente. Ricevuti Morgenthau, John Pehle e Randolph Paul il 16 gennaio 1944, Roosevelt accettò di creare il War Refugee Board, emanando l'Ordine esecutivo 9417. Meritevole di aver contribuito, grazie a Raoul Wallenberg e altri, a mettere in salvo decine di migliaia di ebrei nei Paesi occupati dai nazisti, il WRB è l'unico grande sforzo civile intrapreso dal governo degli Stati Uniti per salvare gli ebrei durante l'Olocausto.

## Creazione

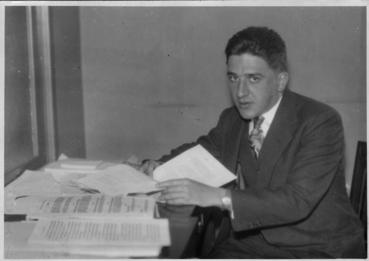
Josiah E. DuBois Jr.

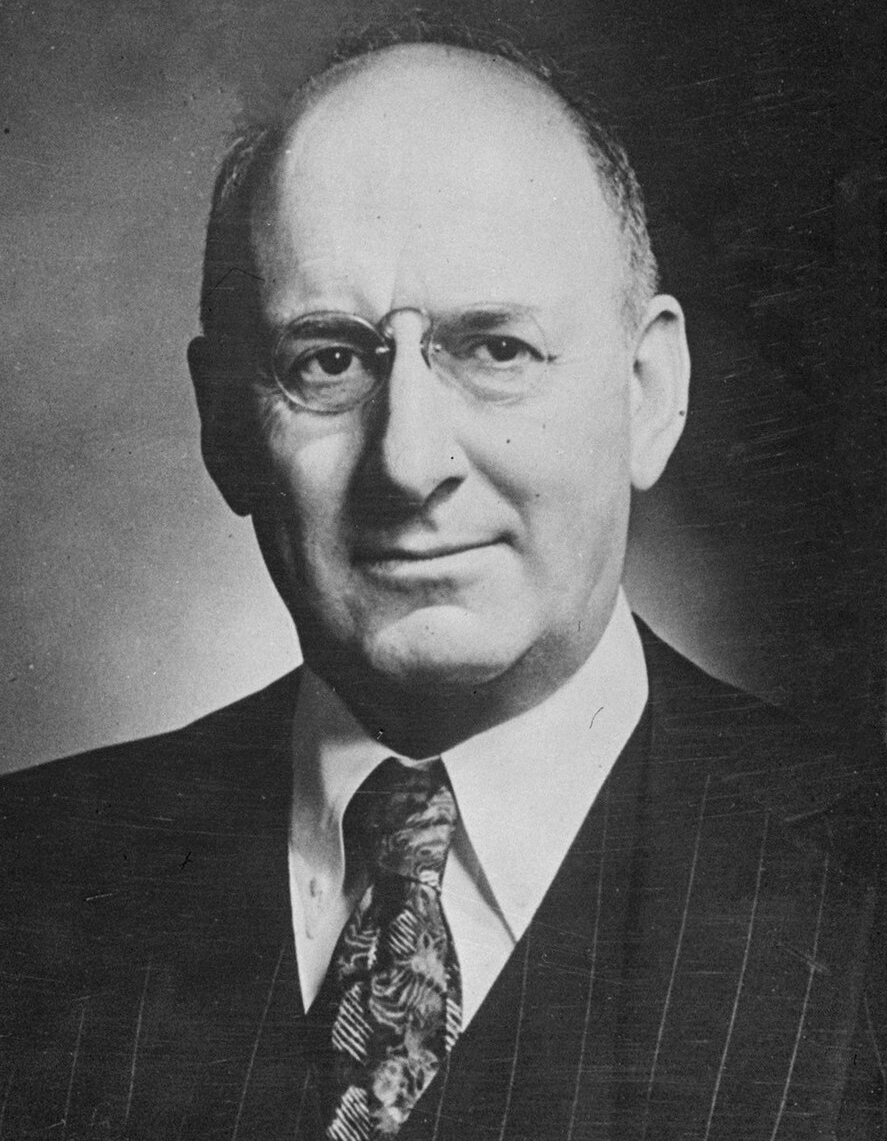
Henry Morgenthau Jr.

Il motivo principale dell'azione voluta da Roosevelt fu la pressione esercitata dal personale dell'Office of Foreign Assets Control (OFAC) e da John W. Pehle. L'ufficio di Pehle concesse ad alcuni gruppi di beneficenza di utilizzare fondi statunitensi per pagare cibo, medicine e aiuti di vario genere da consegnare ai rifugiati e alle altre vittime civili della guerra in Europa. Questi sforzi venivano sistematicamente ostacolati da alcuni funzionari del Dipartimento di Stato statunitense. In particolare, nel luglio 1943 il Dipartimento del Tesoro autorizzò il Congresso ebraico mondiale ad usare i fondi e sostenere alcuni costi per l'evacuazione degli ebrei dalla Romania e dalla Francia, iniziativa che non va confusa con quella del governo rumeno che prevedeva di "vendere" gli ebrei per circa 50 dollari a persona.
Vari responsabili del Dipartimento di Stato ritardarono il rilascio del permesso necessario per cinque mesi. I funzionari del Tesoro, guidati dall'avvocato Josiah E. DuBois Jr., indagarono sul come e perché di queste lungaggini: aiutati da alcuni dipendenti del Dipartimento di Stato, scoprirono che oltre a bloccare i permessi per aiutare i rifugiati, il Dipartimento di Stato aveva anche inviato l'ordine di non trasmettere a Washington le informazioni sulle atrocità naziste, in particolare riguardo l'Olocausto. Alla fine del 1943 DuBois scrisse il memorandum Report to the Secretary on the Acquiescence of This Government in the Murder of the Jews in cui acusò il Dipartimento di Stato di essere "colpevole non solo di una grossolana procrastinazione e di un'omissione intenzionale di agire, ma persino dei tentativi intenzionali di impedire che venissero intraprese azioni per salvare gli ebrei da Hitler". Consegnò il documento al consigliere generale del Tesoro Randolph E. Paul, che lo firmò e lo inoltrò al segretario al Tesoro Henry Morgenthau Jr. Dopo alcuni incontri, Morgenthau accettò di presentare il memorandum al Presidente: fu così che Morgenthau, Paul e Pehle incontrarono Roosevelt alla Casa Bianca domenica 16 gennaio 1944. Roosevelt ricevette un'informativa orale sui fatti e sulle conclusioni del Dipartimento del Tesoro e affrontò subito la questione dando vita al War Refugee Board, composto da tre membri di Gabinetto: il segretario di Stato Cordell Hull, il segretario Morgenthau e il segretario alla Guerra Henry Stimson (Morgenthau aveva suggerito di nominare al posto di Stimson Leo Crowley, direttore dell'Amministrazione economica estera, ma Roosevelt scelse Stimson). Il 22 gennaio 1944 il Presidente firmò l'Ordine esecutivo 9417 per istituire ufficialmente il War Refugee Board.
Il Dipartimento del Tesoro non agì da solo. Alla fine del 1943 Roosevelt stava ricevendo forti solleciti da alcuni membri del Congresso (tra cui da Sol Bloom ed Emanuel Celler), dalle organizzazioni ebraiche, rappresentate in particolare da Stephen Wise e dall'American Jewish Congress, da Peter Bergson e dal Comitato di emergenza per salvare gli ebrei d'Europa. Nel novembre 1943 in due risoluzioni del Congresso si chiese a Roosevelt di creare una commissione apposita per formulare e attuare piani di soccorso e salvataggio in favore degli ebrei. Il Senato avrebbe dovuto votare la risoluzione alla fine di gennaio; la Commissione Affari Esteri della Camera tenne delle audizioni, che confermarono la mala fede di Breckinridge Long del Dipartimento di Stato.
L'istituzione del Board fu possibile grazie al lavoro del team del Tesoro e all'incessante campagna di informazione unita alle pressioni esercitate dagli attivisti di Hillel Kook.

## Composizione
John W. Pehle, assistente del segretario al Tesoro, fu nominato direttore esecutivo del WRB, subordinato direttamente al Presidente. I membri del WRB comprendevano il segretario di Stato, il segretario al Tesoro, il segretario alla Guerra e uno staff, per lo più proveniente dal Dipartimento del Tesoro. Sebbene ufficialmente il personale fosse limitato a trenta unità, alcuni impiegati governativi (tra cui lo stesso Pehle) erano considerati "a disposizione", portando il totale a settanta persone nell'estate del 1944. Il generale William O'Dwyer succedette a Pehle come direttore esecutivo e rimase in carica fino allo scioglimento del WRB alla fine della guerra.
Il Consiglio nominò rappresentanti in Turchia, Svizzera, Svezia, Portogallo, Gran Bretagna, Italia e Nord Africa.

## Attività
Il WRB sviluppò e attuò diversi piani e programmi per:
- soccorrere e trasportare le vittime dell'oppressione nemica;
- creare rifugi temporanei.

Bella sua attività il WRB si avvalse principalmente della collaborazione dei governi stranieri e delle organizzazioni internazionali di soccorso. I Paesi neutrali come la Svizzera, la Svezia e la Turchia furono particolarmente importanti e servirono come basi operative per il programma di salvataggio e soccorso. Il Vaticano fornì una certa assistenza, soprattutto verso la fine della guerra, principalmente come canale di comunicazione con i regimi nemici, come nel caso del governo fascista della Slovacchia. Il Board ottenne la collaborazione del Comitato intergovernativo per i rifugiati, dello United Nations Relief and Rehabilitation Administration e del Comitato internazionale della Croce Rossa per il reinsediamento dei profughi, per la ricerca dei rifugi temporanei, per il trasporto e il mantenimento delle vittime e per la consegna degli aiuti in territorio nemico.
Il WRB lavorò a stretto contatto con le agenzie di soccorso private statunitensi nella formulazione, nel finanziamento e nell'esecuzione dei piani e progetti. La politica del Dipartimento del Tesoro che permetteva alle agenzie private di trasferire i fondi necessari dagli Stati Uniti ai loro rappresentanti nei Paesi neutrali contribuì a finanziare il salvataggio delle popolazioni perseguitate dai nazisti. Questo modus operandi permise di comunicare con le persone in territorio nemico e finanziare le operazioni di salvataggio controllando che il nemico non ricevesse alcun beneficio finanziario. Furono così resi disponibili circa 15 milioni di dollari da fondi privati. Il WRB sbloccò le spedizioni di pacchi alimentari delle agenzie di soccorso private della Croce Rossa Internazionale ai detenuti nei campi di concentramento nazisti, integrando questi progetti privati con un proprio programma alimentare finanziato con fondi di emergenza del Presidente.

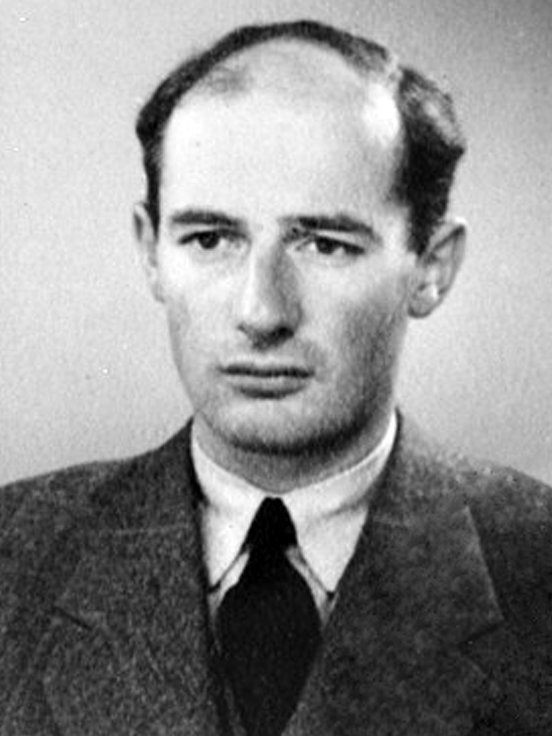
Raoul Wallenberg

Grazie al WRB furono allestiti campi profughi in Nord Africa e predisposti rifugi sicuri in Palestina, Svizzera e Svezia. Nell'agosto del 1944 il WRB portò 982 rifugiati ebrei, provenienti da diversi Paesi, a Oswego nel Fort Ontario Emergency Refugee Shelter: furono accettati in deroga alle quote di immigrazione salvo rimpatrio nei Paesi d'origine al termine con l'esito positivo della guerra. Fort Ontario fu portato dal WRB come esempio per convincere altri Paesi ad accogliere i rifugiati. Il WRB fece pressione su Roosevelt affinché condannasse pubblicamente l'uccisione di massa degli ebrei perpetrata dai nazisti, cosa che fece il 24 marzo 1944. Attirando l'attenzione internazionale sul governo ungherese, il WRB contribuì a bloccare le deportazioni degli ebrei dall'Ungheria verso Auschwitz, salvando così molti ebrei di Budapest: il Consiglio inviò il diplomatico svedese Raoul Wallenberg e, attraverso il WRB, l'American Jewish Joint Distribution Committee (il Joint) ne finanziò l'opera. Il lavoro di Wallenberg in Ungheria fu uno degli sforzi di salvataggio più importanti e meglio riusciti del WRB.
È difficile determinare il numero esatto di ebrei salvati dal War Refugee Board, poiché gran parte del lavoro fu svolto dietro le linee nemiche. Lo storico David Wyman parla di 200 000 vite; lo stesso personale del WRB stimò di averne salvate decine di migliaia. Tuttavia, il direttore del WRB Pehle descrisse il lavoro come "insufficiente e tardivo" rispetto alla totalità dell'Olocausto.
Con la fine della guerra in Europa, l'attività del WRB si concluse in base all'Ordine esecutivo n. 9614; il WRB fu abolito il 15 settembre 1945 da Harry Truman.